# 1907 w literaturze
Wydarzenia literackie w 1907 roku.

## Wydarzenia
- zagraniczne
  - została założona amerykańska agencja prasowa United Press International

## Nowe książki
- polskie
  - Włodzimierz Perzyński
    - Pamiętnik wisielca
    - Sławny człowiek

- zagraniczne
  - Guillaume Apollinaire – Jedenaście tysięcy pałek (Les onze mille verges)
  - Octave Mirbeau – La 628-E8

## Nowe dramaty
- polskie
  - Stanisław Wyspiański
    - Skałka
    - Powrót Odysa

  - Gabriela Zapolska – Ich czworo
- zagraniczne
  - Leonid Andriejew – Życie człowieka (Жизнь человека)

## Nowe poezje
- zagraniczne
  - Stefan George – Siódmy krąg (Der siebente Ring)
  - James Joyce – Muzyka kameralna (Chamber Music)
  - Antonio Machado – Samotnie, galerie i inne wiersze (Soledades, galerías, y otros poemas)
  - Rainer Maria Rilke – Nowe poezje (Neue Gedichte)
  - Jaroslav Vrchlický – Západy: cykly a rapsodie

## Nowe prace naukowe
- zagraniczne
  - Henri Bergson – Ewolucja twórcza (Creative Evolution)
  - William James – Pragmatyzm (Pragmatism: A New Name for Some Old Ways of Thinking)

## Urodzili się
- 5 stycznia – Anton Ingolič, słoweński pisarz, dramatopisarz i tłumacz (zm. 1992)
- 10 stycznia – Seweryn Pollak, polski poeta, eseista i tłumacz (zm. 1987)
- 13 stycznia – Stanisław Wygodzki, polski prozaik, poeta, tłumacz i krytyk literacki (zm. 1992)
- 18 stycznia – Michał Słowik-Dzwon, polski poeta, prozaik, dramaturg (zm. 1980)
- 29 stycznia – Michał Ochorowicz, polski poeta (zm. 1998)
- 30 stycznia
  - Jan Kurczab, polski pisarz (zm. 1969)
  - Jun Takami, japoński pisarz i poeta (zm. 1965)
- 1 lutego – Günter Eich, niemiecki poeta (zm. 1972)
- 3 lutego – James Michener, amerykański pisarz (zm. 1997)
- 15 lutego – Zygmunt Leśnodorski, polski literat, krytyk i historyk literatury (zm. 1953)
- 17 lutego – Dmitrij Kiedrin, rosyjski poeta (zm. 1945)
- 21 lutego – W.H. Auden, angielski pisarz i poeta (zm. 1973)
- 23 lutego – Stanisław Stankiewicz, białoruski publicysta, pisarz, literaturoznawca (zm. 1980)
- 25 lutego
  - Sabahattin Ali, turecki pisarz, poeta, dziennikarz, tłumacz literatury pięknej (zm. 1948)
  - Antoni Gołubiew, polski pisarz (zm. 1979)
- 28 lutego – Milton Caniff, amerykański autor komiksów (zm. 1988)
- 5 marca – Zygmunt Haupt, polski pisarz (zm. 1975)
- 14 marca
  - Stanisław Ryszard Dobrowolski, polski poeta, prozaik i tłumacz (zm. 1985)
  - Björn-Erik Höijer, szwedzki pisarz (zm. 1996)
  - Salomon Łastik, polski historyk literatury, pisarz, publicysta (zm. 1977)
- 24 marca – Lidia Czukowska, rosyjska pisarka i krytyk literacki (zm. 1996)
- 26 marca – Mahadevi Varma, hinduska poetka (zm. 1987)
- 1 kwietnia – Vlasta Štáflová, czeska publicystka i powieściopisarka (zm. 1945)
- 15 kwietnia – Salomon Belis-Legis, polski literat, poeta i krytyk literacki żydowskiego pochodzenia (zm. 1995)
- 22 kwietnia – Iwan Jefriemow, radziecki paleontolog i pisarz fantastyki naukowej (zm. 1972)
- 23 kwietnia – Wojciech Bąk, polski prozaik i poeta (zm. 1961)
- 26 kwietnia – Theun de Vries, holenderski pisarz i poeta (zm. 2005)
- 29 kwietnia – Chūya Nakahara, japoński poeta (zm. 1937)
- 3 maja – Dorothy Young, amerykańska aktorka i pisarka (zm. 2011)
- 4 maja – Maxence van der Meersch, francuski pisarz (zm. 1951)
- 5 maja – Iryna Wilde, ukraińska pisarka (zm. 1982)
- 11 maja
  - Lucyna Krzemieniecka, polska pisarka i poetka (zm. 1955)
  - Bohdan Tymieniecki, polski oficer i pisarz (zm. 1992)
- 12 maja – Leslie Charteris, brytyjski pisarz powieści kryminalnych (zm. 1993)
- 13 maja – Daphne du Maurier, angielska pisarka (zm. 1989)
- 15 maja – Ruth Werner, niemiecka pisarka (zm. 2000)
- 18 maja – Roger Gilbert-Lecomte, francuski poeta i pisarz awangardowy (zm. 1943)
- 22 maja – Hergé, belgijski twórca komiksów (zm. 1983)
- 24 maja – Adam Majewski, polski lekarz i pisarz (zm. 1979)
- 29 maja – Maria Danilewicz Zielińska, polska prozaiczka, krytyk literacki i bibliotekarka (zm. 2003)
- 31 maja
  - Åke Holmberg, szwedzki pisarz (zm. 1991)
  - Stanisław Łukasiewicz, polski prozaik (zm. 1996)
- 2 czerwca – Dorothy West, amerykańska pisarka (zm. 1998)
- 4 czerwca – Jacques Roumain, haitański pisarz (zm. 1944)
- 7 czerwca – Mascha Kaléko, niemiecka poetka (zm. 1975)
- 14 czerwca – René Char, francuski poeta (zm. 1988)
- 15 czerwca – Karol Krefft, polski poeta piszący w języku kaszubskim (zm. 1995)
- 25 czerwca – Arsienij Tarkowski, radziecki poeta i tłumacz (zm. 1989)
- 5 lipca
  - Warłam Szałamow, rosyjski prozaik i poeta (zm. 1982)
  - Maria Wardasówna, polska pisarka (zm. 1986)
- 6 lipca – Jaroslav Foglar, czeski autor literatury dziecięcej i młodzieżowej (zm. 1999)
- 7 lipca – Robert A. Heinlein, amerykański pisarz science fiction (zm. 1988)
- 11 lipca – Janusz Poray-Biernacki, polski pisarz i żołnierz (zm. 1996)
- 21 lipca – Kazimierz Moczarski, polski pisarz i dziennikarz (zm. 1975)
- 12 sierpnia – Miguel Torga, portugalski pisarz i poeta (zm. 1995)
- 17 sierpnia – Roger Peyrefitte, francuski pisarz (zm. 2000)
- 19 sierpnia – Radovan Zagović, czarnogórski poeta, krytyk literacki i tłumacz (zm. 1986)
- 21 sierpnia – Basia Temkin-Bermanowa, polska bibliotekarka żydowskiego pochodzenia, autorka Dziennika z podziemia (zm. 1952)
- 7 września – Wacław Kubacki, polski pisarz i historyk literatury (zm. 1992)
- 12 września – Louis MacNeice, irlandzki poeta i dramaturg (zm. 1963)
- 15 września – Gunnar Ekelöf, szwedzki poeta (zm. 1968)
- 23 września – Anne Desclos, francuska pisarka i tłumaczka (zm. 1998)
- 16 października – Roger Vailland, francuski pisarz (zm. 1965)
- 18 października – Mihail Sebastian, rumuński dramaturg i powieściopisarz pochodzenia żydowskiego (zm. 1945)
- 20 października – Christopher Caudwell, brytyjski marksistowski pisarz, myśliciel i poeta (zm. 1937)
- 14 listopada – Astrid Lindgren, szwedzka pisarka literatury dla dzieci (zm. 2002)
- 14 listopada – Władysław Kopaliński, polski pisarz, publicysta, leksykograf i wydawca (zm. 2007)
- 27 listopada – L. Sprague de Camp, amerykański pisarz science fiction i fantasy (zm. 2000)
- 28 listopada – Alberto Moravia, włoski pisarz (zm. 1990)
- 1 grudnia – Eligia Bąkowska, polska tłumaczka (zm. 1994)
- 3 grudnia – Ryhor Kruszyna, białoruski poeta i prozaik (zm. 1979)
- 4 grudnia – Ksawery Pruszyński, polski literat, reporter, publicysta (zm. 1950)
- 5 grudnia – Alina Centkiewicz, polska pisarka i podróżniczka (zm. 1993)
- 13 grudnia
  - Teodor Bujnicki, polski poeta, satyryk i krytyk literacki (zm. 1944)
  - Jerzy Zagórski, polski poeta, eseista i tłumacz (zm. 1984)
- 18 grudnia – Christopher Fry, angielski poeta i dramaturg (zm. 2005)
- 23 grudnia – Awraham Stern, żydowski poeta (zm. 1942)
- 26 grudnia – Ludmiła Błotnicka, polska pisarka (zm. 1981)
- Symcha Bunem Szajewicz, polski poeta i prozaik pochodzenia żydowskiego tworzący w jidysz (zm. 1944 lub 1945)

## Zmarli
- 16 lutego – Giosuè Carducci, włoski poeta i historyk literatury, noblista (ur. 1835)
- 19 marca – Thomas Bailey Aldrich, amerykański poeta i prozaik (ur. 1836)
- 12 maja – Joris-Karl Huysmans, francuski pisarz (ur. 1848)
- 7 lipca – Anna Louisa Walker, kanadyjska i angielska poetka (ur. 1836)
- 15 lipca – Qiu Jin, chińska poetka (ur. 1875)
- 17 lipca – Hektor Malot, francuski pisarz (ur. 1830)
- 10 sierpnia – Marko Wowczok, ukraińska pisarka (ur. 1833)
- 6 września – Sully Prudhomme, francuski poeta, noblista (ur. 1839)
- 7 września – Bogdan Petriceicu Hasdeu, rumuński pisarz i filolog (ur. 1836)
- 1 października – Susan Wallace, amerykańska poetka (ur. 1830)
- 1 listopada – Alfred Jarry, francuski poeta i pisarz (ur. 1873)
- 12 listopada – Lewis Morris, walijski poeta (ur. 1833)
- 13 listopada – Francis Thompson, angielski poeta (ur. 1859)
- 28 listopada – Stanisław Wyspiański (ur. 1869)

## Nagrody
- Nagroda Nobla – Rudyard Kipling
- Nagroda Goncourtów – Émile Moselly, Le Rouet d’ivoire